# Deposizione dalla croce (Assisi)
La Deposizione dalla croce è un affresco (300x300 cm) attribuito al giovane Giotto, databile al 1291-1295 circa e situato nella fascia superiore della parete sinistra della Basilica superiore di Assisi.

## Descrizione e stile
La scena, nella quarta campata, mostra in primo piano il corpo di Cristo disteso, col gruppo delle tre Marie che lo piange chino, assieme a san Giovanni apostolo e alla Maddalena, che tiene i piedi di Gesù. Altre figure stanno in un piano retrostante, sullo sfondo di un monte: una donna velata, due figure femminili e due personaggi con l'aureola; in alto volano quattro angeli.
L'affresco è assai rovinato, con la perdita di alcune parti di intonaco, tra cui quelle con la testa di Cristo e delle due figure a destra. A favore dell'attribuzione al giovane Giotto pesa l'intensa espressività dei personaggi, angeli compresi, e la sicurezza della scansione spaziale che lega figure e ambiente.

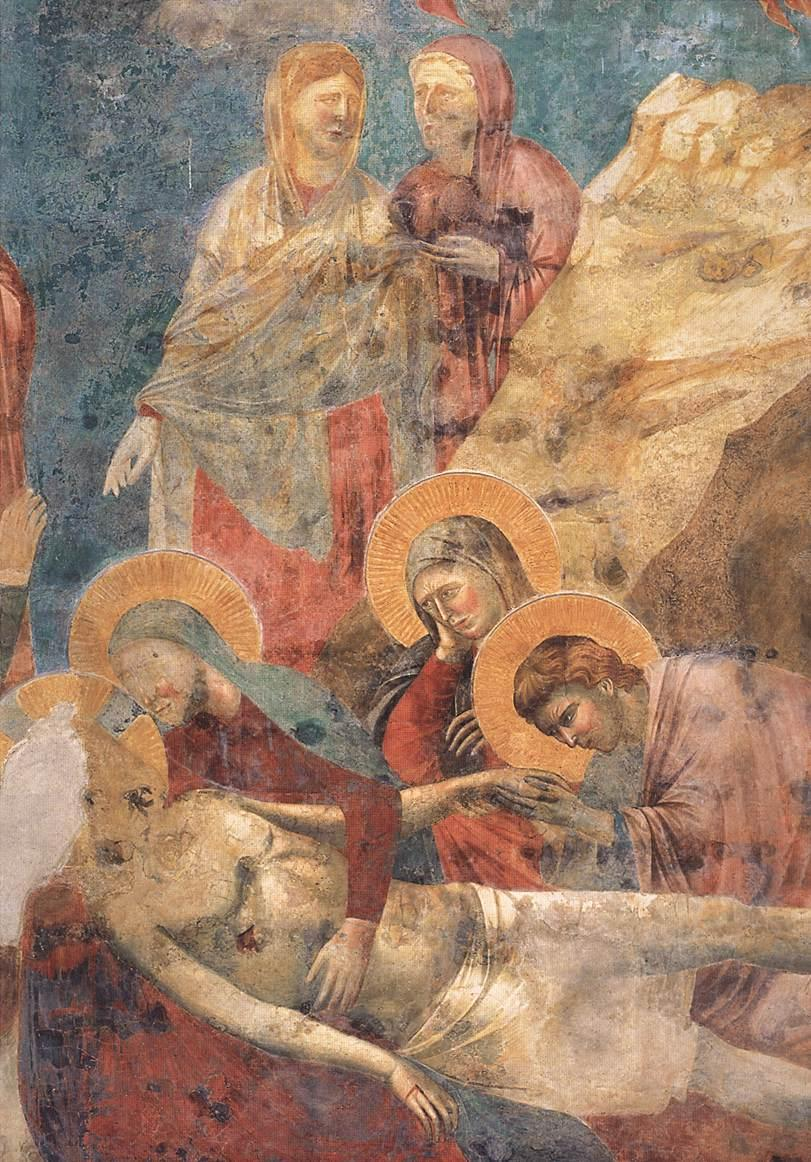
Dettaglio
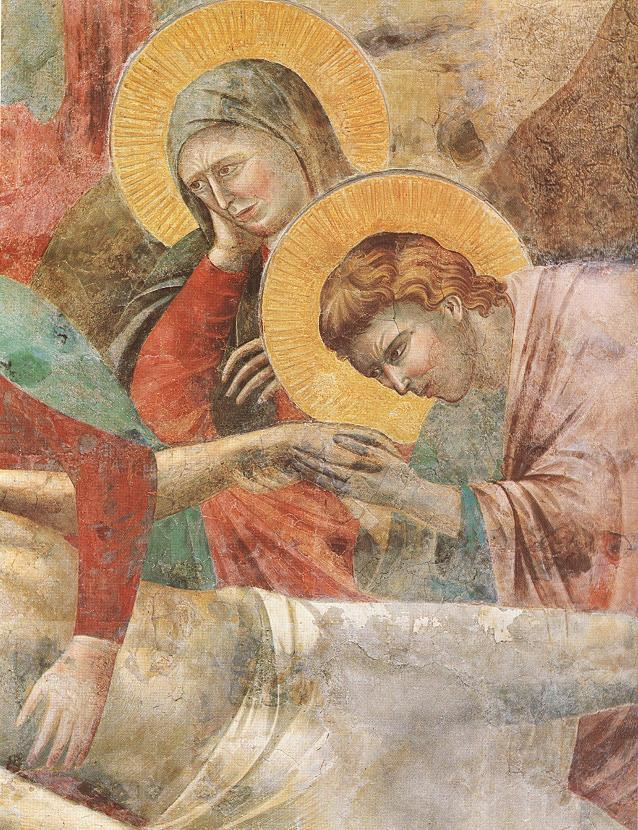
Dettaglio